# Tesserarius
Tesserarius (Tiếng Việt: "Trưởng quan canh tuần") là một chức danh hạ sĩ quan chỉ huy trong Quân đội La-mã cổ đại, đảm nhiệm việc chỉ huy công tác canh tuần của centuria.

## Từ nguyên
Danh từ La-tinh "Teserarius" (Số nhiều: "Tesserarii") có nguồn gốc là danh từ chỉ vật "tessera" (Một thẻ gỗ được khắc hoặc viết khẩu lệnh lên trên).

## Vai trò của Teserarius
Teserarius có nhiệm vụ tổ chức, phân công và duy trì tuần tra canh gác ban đêm. Quân nhân này nhận mật khẩu từ centurion mỗi ngày, và bảo đảm nó được sử dụng hiệu quả cũng như bảo mật trong nội bộ centuria. Mỗi centuria có một Teserarius.
Tesserarius là trợ lý của optio, cùng ở phía sau phương trận của centuria để hỗ trợ quân nhân này duy trì đội hình.
Tesserarius là quân nhân lương bậc 1,5 (sesquiplicarius, nhận gấp rưỡi mức lương cơ bản).

## Phân biệt một tesserarius trong đội hình
Giáp trụ và vũ khí của quân nhân này cũng tương tự như binh lính thông thường, nhưng mũ giáp có một chùm bờm ngựa bán nguyệt biểu thị chức danh, tương tự như optio. Tuy nhiên chi tiết trang trí này chỉ được đem ra dùng trong trường hợp diễu binh hoặc lễ lạc.
Tesserarius cũng có một cây gậy gỗ gọi là hastile như optio để duy trì kỷ luật khi huấn luyện tân binh, duy trì đội ngũ khi hành quân hay chiến đấu. Đây không phải là một thứ vũ khí thực sự, nhưng vẫn vô cùng hiệu quả khi sử dụng với chức năng đó.